# Bernardo Sanlorenzo
Bernardo "Dino" Sanlorenzo (Torino, 22 maggio 1930 – 5 dicembre 2020) è stato un politico italiano.

## Biografia
Giornalista, attivo nel Partito Comunista Italiano a Torino, con il quale è eletto consigliere regionale in Piemonte nel 1970, nel 1975 e nel 1980.
Venne poi eletto alla Camera dei deputati nel 1983 nelle file del PCI, restando a Montecitorio per una legislatura.
L'assenza nell'Anagrafe degli Amministratori Locali e Regionali del Dipartimento per gli Affari Interni, Ministero dell'interno, ne presuppone l'avvenuta scomparsa, seppure in data non conosciuta pubblicamente.